# Glissando

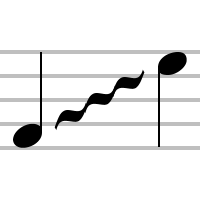
Figura 1. Glissando.

Un glissando (en plural, glissandi; del francés glisser, "resbalar, deslizar", italianizado por la desinencia "...ando" típica del gerundio italiano) en música es un adorno, un efecto sonoro consistente en pasar rápidamente de un sonido hasta otro más agudo o más grave haciendo que se escuchen todos los sonidos intermedios posibles dependiendo de las características del instrumento. La técnica interpretativa variará en función del instrumento musical que deba ejecutar el glissando.

## Representación gráfica
Este adorno musical se representa en las partituras y partichelas mediante una línea oblicua que va desde la nota de partida en la dirección deseada hasta la nota final. La línea puede ser ondulada o recta, más o menos ancha y a menudo va acompañada por la abreviatura «gliss.» (ver Figura 2). La técnica interpretativa variará en función del instrumento musical que deba ejecutar el glissando. En la notación para voz al principio se utilizó una ligadura no muy diferente de la ligadura de expresión, aunque limitada a unir dos notas adyacentes de diferente altura.

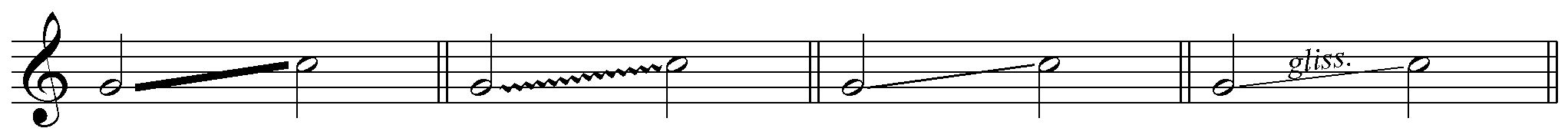
Figura 2. Diversas opciones de notación del glissando.

## Usos y efectos
El glissando supone una rápida transición entre dos sonidos, durante la cual se harán sonar todos los sonidos intermedios que nos permita el instrumento en cuestión. La sucesión de notas puede ser diatónica (teclas blancas o negras en el piano), cromática en lo posible sin alturas tonales determinadas. Pero también existe el glissando en terceras, sextas, octavas, etc.
Por otra parte, para algunos autores el glissando es la interpretación rápida de la escala hacia el agudo y luego hacia el grave (o viceversa), por ejemplo sobre un piano, arpa, xilófono, trompeta, oboe,... es decir, en instrumentos que no tienen posibilidad de cambio de tono progresivo debido a que funcionan accionando teclas, llaves, etc. La correcta ejecución de esta técnica solo se logra con mucha práctica y, en su caso, con una adecuada sincronización de las manos.
No se debe confundir el efecto del glissando con el del portamento. Este último se puede interpretar en instrumentos de cuerda como el violín, la guitarra, el bajo, etc., en un trombón de varas, en la voz e incluso en el saxofón. Supone la unión de solamente dos alturas que pueden ser contiguas o no, pero en ningún caso consistirá en la deliberada ejecución de todas las notas que están en medio de esas dos.

## Técnicas interpretativas
El glissando propiamente dicho es aquel que puede producir la voz humana, un instrumento de cuerda como el violín o el trombón de varas. En todos estos casos no se llega a percibir la transición entre las distintas notas puesto que la transición se produce sin solución de continuidad. Sin embargo, el término glissando también se suele aplicar a determinados efectos que se acercan emitiendo una sucesión de sonidos muy cercanos pero no continuos. Esto ocurre en los instrumentos de teclado, junto con la mayor parte del viento metal, el arpa y los cordófonos dotados de trastes.

### En música vocal
El glissando entendido como transición continua entre dos o más notas se puede obtener fácilmente con la voz humana, como el portamento. Se trata de un efecto ampliamente utilizado en la vocalización operística, en la música folclórica y por derivación en la música jazz, blues, así como ocasionalmente en la música pop.

### En instrumentos de viento metal
Para los instrumentos de viento metal, la trompa y la trompeta en particular, a veces se entiende por glissando una serie de armónicos que se pueden obtener sin cambiar de posición. El efecto es la rápida sucesión de armónicos, y por lo tanto en este caso - a menos que se interpreten notas altas - no es técnicamente un glissando verdadero con una sucesión de notas cromáticas.
Para los instrumentos con válvulas o pistones es posible ejecutar una especie de glissando presionando el pistón hasta la mitad, lo cual permite un flujo de aire parcial en todos los orificios y combinándolo con la técnica del bend hecha con los labios.
Las trompas pueden lograr unos efectos de glissando eficaces mediante la acción combinada de un movimiento de la mano en la campana y un bend hecho con los labios.
La trompeta generalmente está equipada, en el tercer pistón, con un cordón que permite el ajuste de la afinación de algunas notas. No obstante, se puede emplear para interpretar un glissando pequeño y limitado.

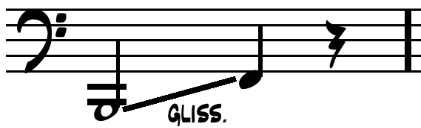
Figura 3. Glissando de trombón bajo en la pieza Concierto para orquesta de Béla Bartók.

El trombón gracias a su sección móvil o vara puede efectuar un verdadero glissando de manera fácil y natural, sin tener que recurrir a la serie de armónicos. Una de las mayores dificultades en el arte del trombón es precisamente evitar glissandi entre nota y nota, en especial cuando se toca legato. «En ciertas situaciones, no es posible ligar limpiamente en el trombón: si la vara se está moviendo en la misma dirección que la ligadura, de lo cual se oye un sonido "precipitado" llamado glissando o portamento.»
El efecto se puede extender al máximo en el  intervalo de quinta disminuida que separa la primera posición por la séptima.
Cabe señalar que cuando en el trombón está accionada la válvula, aumenta la distancia entre un semitono y otro, y en su movimiento con la válvula ubicada en Fa la vara hace un intervalo de cuarta justa con solo seis posiciones intermedias y solo cinco posiciones intermedias cuando la válvula se ubica en Re como ocurre en los modernos  trombones bajos. Esto probablemente se le escapó Béla Bartók cuando escribió un pasaje de glissando para trombón bajo en el Concierto para orquesta. En aquel momento solamente contaban con trombones en Fa y no con los trombones bajos modernos. En el mencionado fragmento musical, el trombón debía interpretar un glissando del Si bajo hasta Fa. Por desgracia, el pasaje resultaba imposible, puesto que en la máxima extensión con la válvula en Fa la nota más baja posible es un Do y no el Si que escribió Bartók. Antes del desarrollo de los trombones bajos con dos válvulas, algunos trombonistas realizaban este pasaje partiendo de Do, mientras que otros como Lewis Van Haney de la Orquesta Filarmónica de Nueva York, idearon trucos como afinar la válvula en Mi en lugar de Fa y atando la válvula con una cuerda para mantener la afinación en Fa y para tirar de la cuerda con el pie mientras se ejecuta el pasaje en glissando.
Cuando el fragmento se toca con el trombón bajo, accionando en primer lugar la válvula entre (Fa y Re) y luego, cuando se acerca el glissando, solo la posición de Fa.

### En instrumentos de viento madera
Entre los instrumentos de viento madera, la práctica en la interpretación instrumental de la música en el siglo XX ha explorado las posibilidades del glissando en prácticamente todos los instrumentos de la familia del viento madera.
En los instrumentos más pequeños, como el oboe o el clarinete, el hecho de que el instrumentista utilice las yemas de los dedos directamente para la oclusión de los orificios permite la ejecución de un verdadero glissando, que se obtiene mediante un descubrimiento progresivo de la superficie de cada agujero sucesivamente. En la flauta travesera esta opción es posible, aunque solamente en los modelos que vienen equipados con placas perforadas.
En el saxofón, en el cual los orificios se abren y cierran mediante palancas de accionamiento, el glissando se puede obtener sin embargo mediante la combinación de dos técnicas. Por un lado la ejecución de una escala cromática empleando la técnica del bend modificando la posición de los labios para el intervalo de semitono; y por otro lado, la acción de las manos sobre las llaves del instrumento. De esta manera se consigue un efecto muy similar al verdadero glissando.

### En cordófonos
En los instrumentos de cuerda frotada como violín, viola, violonchelo y contrabajo, el glissando se consigue fácilmente deslizando los dedos a lo largo las cuerdas durante el movimiento del arco. Tal efecto se utiliza con frecuencia para imitar el lenguaje expresivo de la voz humana. En la familia de la cuerda frotada hay algunos instrumentos dotados de trastes (en modo análogo a la guitarra), el más común de los cuales es la viola da gamba. En estos instrumentos el glissando se produce de la misma manera, aunque el efecto es diferente ya que no se puede evitar percibir las interrupciones cromáticas en el "deslizamiento" (es decir, semitono a semitono).
En cordófonos con trastes, tales como guitarra, laúd, bajo eléctrico entre otros, también se obtiene el efecto mediante el punteo de las cuerdas y deslizando las yemas de los dedos a lo largo de la cuerda. No obstante, su uso es menos frecuente que en los instrumentos de arco debido a la utilización puramente polifónica de estos instrumentos, a la debilidad del sonido así obtenido y a la presencia de los trastes que provocan interrupciones breves pero audibles en el glissando.
El bajo eléctrico, un instrumento usado en su mayoría melódicamente, presenta una variante de construcción con un mástil privado de trastes (en inglés fretless) con el único propósito de reproducir la sonoridad y los efectos de glissando del contrabajo.
La guitarra eléctrica, un instrumento cuyo sonido amplificado excede el límite del instrumento acústico, ha incluido firmemente entre sus técnicas dos efectos de glissando que se pueden conseguir de dos maneras diferentes:
- Pulsando la cuerda y empujándola verticalmente con el dedo (en inglés bend), obteniendo así un glissando ascendente,
- Accionando fuertemente la palanca del vibrato del instrumento.

El bend puede alcanzar la distancia de un tono, que en las tablaturas se representa mediante el término full, o bien distancias, diversas, medidas en la tablatura a través de fracciones del tono (por ejemplo, 1/2 para el semitono y así sucesivamente).
El release en lugar del efecto de glissando obtenido previamente por la liberación de la cuerda tira.
Finalmente, el pre-bend es el tirando de la cuerda sin ascendente glissando; normalmente el pre-bend sigue al release.

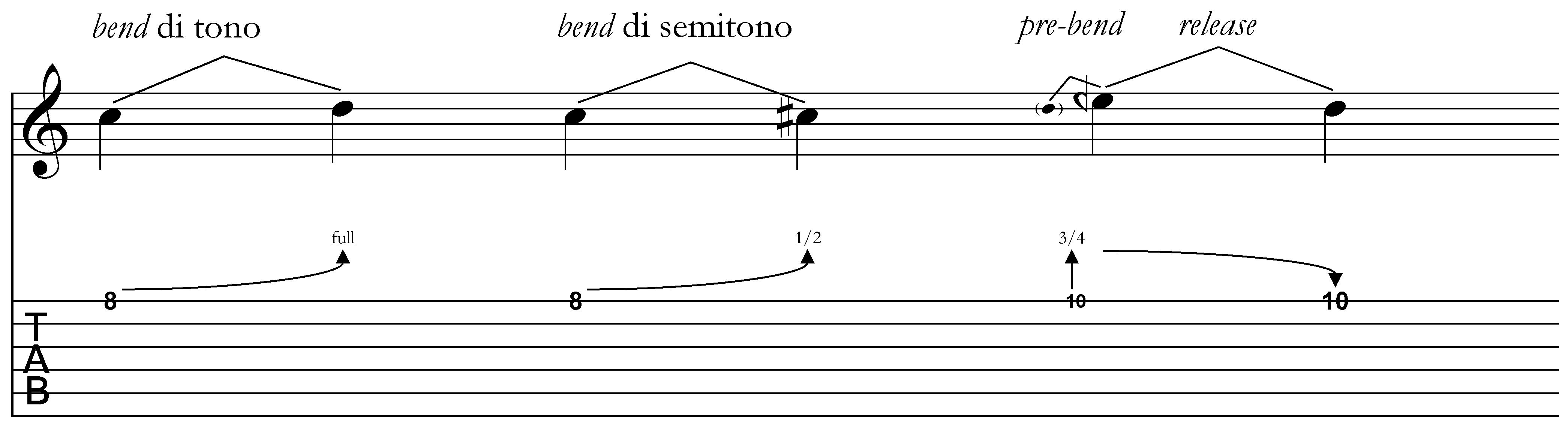
Figura 4. Ejemplos de bend, pre-bend y release.

En el arpa un efecto muy utilizado de glissando se obtiene al pasar la mano rápidamente a través de las cuerdas, en orden ascendente o descendente, después de la preparación del instrumento a través de los pedales especiales. Accionándolos, el arpista puede obtener un glissando propiamente dicho, hasta la distancia de un tono, entre la posición de reposo y la de mayor tensión del pedal. Este efecto es mucho menos utilizado que en el caso anterior debido a la reducción del volumen sonoro.
En la música para instrumentos de teclado (no electrónicos) se denomina glissando a la escala diatónica o a la cromática que se logra mediante el deslizamiento de la mano sobre las teclas diatónicas o cromáticas. Así pues, en instrumentos como el piano, el órgano, el acordeón a teclado, etc., este efecto se ejecuta resbalando sobre las teclas blancas o negras. En el piano se emplean las uñas del dedo 3 (dedo medio) y del dedo pulgar, dependiendo de la dirección y el lugar del glissando.
Los instrumentos polifónicos, y todos los instrumentos de teclado, pero también el arpa, la guitarra y los cordófonos de arco pueden ejecutar múltiples glissandi consistentes en varias notas interpretadas en glissando simultáneamente.

### En idiófonos
Dentro de la familia de la percusión de altura determinada el glissando es común en los instrumentos de teclado —como la celesta, el glockenspiel, el xilófono, el vibráfono, la marimba entre otros— deslizando la mano o las baquetas sobre el teclado.
Se puede conseguir un glissando audible y expresivo en el timbal accionando los pedales de ajuste de la alturas inmediatamente después de golpear la piel de la membrana del timbal, sin apagar el sonido. Del mismo modo podemos conseguir los efectos de glissando girando el rototom.
En los tambores se consigue un resultado similar al glissando presionando con la mano, el codo u otra parte del cuerpo y luego soltando tras haber golpeado la piel del tambor. Existen también otros muchos efectos similares que se obtienen de una forma determinada en función de la naturaleza particular del instrumento de percusión que lo interprete. Así, por ejemplo, las láminas que se flexionan después de ser golpeadas, o los discos de metal que se hacen girar rápidamente. Por supuesto, en tal caso, la extensión del efecto es aproximada o completamente indeterminada.

### En electrófonos

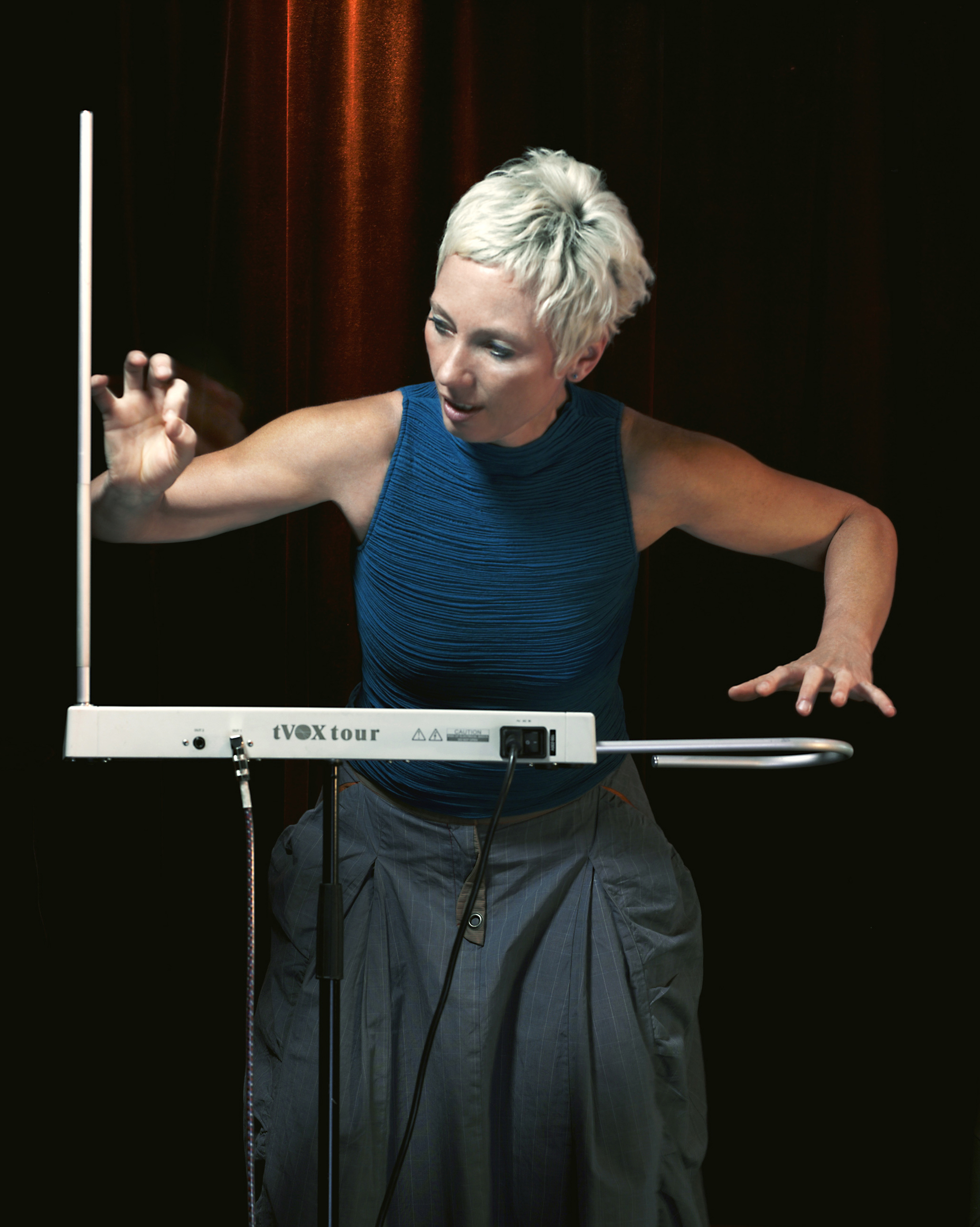
Theremin.

El glissando fue incluido sistemáticamente en casi todos los electrófonos del siglo pasado, -tales como las Ondas Martenot, el theremin, el telharmonium, el moog- con el fin de aportar un toque de humanidad a la sonoridad de estos instrumentos percibida como artificial. Los efectos de glissando están normalmente presentes en los sintetizadores y en los modernos teclados electrónicos y son a menudo operados por comandos para realizar bend de alturas con la rueda de modulación colocada al lado del propio teclado. En este caso, la elección de la introducción de este efecto al lado de los otros muchos efectos con los que estos instrumentos están normalmente equipados, ya no depende de las características físicas de la emisión de sonido, que está totalmente sintetizada, sino de la elección del diseño hecha por el fabricante.
En el theremin un glissando se ejecuta simplemente acercando o alejando la mano derecha de la antena de modulación.

## Historia y ejemplos

### En música clásica occidental
- En 1830 Sinfonía fantástica de Hector Berlioz, en el quinto movimiento, compases 8-11 y 17-21 (flauta, oboes, clarinete; después trompa).
- En 1900 Sinfonía n.º 4 de Gustav Mahler, en el tercer movimiento (violín, violonchelos, violas).
- En 1910 El pájaro de fuego de Igor Stravinski, (trombón).
- En 1913 Préludes, Libro II, n.º 12 Feux d'artifice de Claude Debussy, compás 17 (pianoforte, teclas negras), compás 87 (teclas negras y blancas simultáneamente).
- En 1918 Suor Angelica de Giacomo Puccini, en la escena final del milagro (voz).
- En 1920 Pulcinella de Igor Stravinski, número de partitura 170, (trombón).
- En 1924 Rhapsody in Blue de George Gershwin, incipit (clarinete) (ver Figura 5). El arreglista contratado para la ocasión por Gershwin fue Ferde Grofé, a quien hizo adaptar el inicio para Russ Gorman, que era el clarinete solista de la orquesta de Paul Whiteman que llevó a cabo el estreno de Rhapsody.[19]
- En 1924 Pini di Roma de Ottorino Respighi, en el primer movimiento titulado "I pini di Villa Borghese" (arpa).
- En 1943 Concierto para orquesta de Béla Bartók, en el cuarto movimiento (trombón bajo).[20]

### En otros géneros musicales
El glissando se utiliza en la música vocal con propósitos expresivos, imitando las inflexiones de la voz que se emplean comúnmente (llanto, grito, risa, y otros).
No es raro que pueda asumir un valor paródico o cómico. Por ejemplo, el uso cómico de la flauta de émbolo en dibujos animados o las notas musicales iniciales de series como Looney Tunes y Merrie Melodies en las que existe un amplio uso del glissando de guitarra hawaiana.
Otro ejemplo es el uso con intención inquietante del theremin imitando el lamento de los fantasmas o anunciando la llegada de los extraterrestres en las antiguas películas de ciencia ficción o de terror.
En la música instrumental se utiliza particularmente en los últimos dos siglos, al igual que cómo la modalidad alternativa respecto de la notación fuertemente cuantificada de los instrumentos de la orquesta europea. El uso de la parodia se encuentra a menudo en la imitación de la música popular en todas las versiones vocales e instrumentales del jazz y blues. Por ejemplo, el  Bolero de Ravel interpretado por la banda de Goran Bregovic y la música klezmer.